# 華以剛
华以刚（1949年4月2日—），中国围棋棋手，江苏常州人。曾任中国围棋协会副主席、秘书长兼裁判委员会主任、中国棋院院长、中国围棋队领队、《中国围棋年鉴》编委会副主任。1982年被授予围棋八段。11岁进体校，16岁进集训队。1979年获全运会个人赛亚军，1978年、1980年、1981年、1982年、1984年分获全运会个人赛第三、第六、第五、第三、第四名。1982年获第4届“新体育杯”围棋赛第五名。获第3届、第7届“国手战”围棋围棋第六名、第四名。1990年获首届中国“元老杯”围棋赛冠军。进入第13届新体育杯循环圈。获1996年“超越杯”元老围棋赛冠军。

## 備註
1. ↑  解放軍於1949年4月23日攻佔丹陽、常州、無錫等地